# Sugarplum Fairy
Sugarplum Fairy est un groupe de pop rock suédois, originaire de la ville industrielle de Borlänge. Il est composé de cinq membres : Carl et Victor Norén (frères d'un des chanteurs de Mando Diao, Gustaf Norén), Jonas Karlsson, David Herbert, Kristian Gidlund.
Ils choisissent le nom de Sugarplum Fairy à cause d'une chanson des Beatles. Au début de la démo de A Day in the Life, au lieu d'un décompte habituel, John Lennon chantonne « sugarplum fairy, sugarplum fairy », personnage tiré de Dance of the Sugarplum Fairy (Danse de la Fée Dragée), un passage du ballet Casse-Noisette de Tchaikovsky.

## Biographie
Sans grande considération, les membres jouent ensemble pendant six ans, lorsqu'en avril 2004, la première sortie est publiée, l'EP Stay Young. Sugarplum Fairy obtient son premier succès en Suède peu de temps après avec le single Sweet Jackie (septembre 2004). Dans le même mois suit le premier album du groupe, Young and Armed (sorti en Europe et au Japon en février 2005) et début 2005, Far Away from Man sort en single.
Le 1er avril 2006, ils jouent pour la première fois des morceaux de leur deuxième album à la Musikmesse de Francfort-sur-le-Main. Il est publié le 18 août et est intitulé First Round, First Minute (en référence à Mohamed Ali). Auparavant, le premier single sortait le 4 août (un double A avec les chansons She et Last Chance). En automne 2006, ils tournent en Allemagne, en Autriche et en Suisse, avec le soutien de Nice Boy Music.
Victor Norén joue dans le film The Wild Life, sorti le 1er février 2007 dans les cinémas allemands, un rôle de soutien dans lequel il incarne Mick Jagger. D'autres tournées du groupe suivent à travers l'Allemagne en 2007, où ils jouent à de nombreux festivals comme le Rock am Ring, Rock im Park, Bochum Total, Southside, Hurricane, Frequency Festival et Das Fest). À l'été 2008, ils jouent déjà les premières chansons de leur nouvel album dans certains festivals, notamment à l'Abifestival de Lingen. 
À l'automne 2008, le groupe part finalement pour Málaga, en Espagne, et Hambourg pour enregistrer le troisième album, The Wild One. Le premier single sorti pour l'Allemagne est la chanson Never Thought I'll Say It's Alright. À la fin de mars 2009, le troisième single pour l'Allemagne est You Can not Kill Rock'n'Roll.
En septembre 2013, le batteur Kristian Gidlund meurt d'un cancer gastrique.

## Membres
- Victor Norén (1985) - chant, basse, tambourin, guitare (depuis 1998)
- Carl Norén (1983) - chant, guitare, harmonica, piano (depuis 1998)
- David Herbert (1986) - basse, piano (depuis 1998)
- Jonas Karlsson (1985) - guitare solo, chœurs (depuis 1998)
- Kristian Gidlund (1983-2013) - batterie

## Discographie

### Albums studio
- 2004 : Young and Armed
- 2006 : First Round First Minute
- 2008 : The Wild One

### Singles
- 2004 : Stay Young
- 2004 : Sweet Jackie
- 2005 : Far Away From Man
- 2005 : Sail Beyond Doubt
- 2006 : She/Last Chance
- 2006 : Marigold
- 2007 : Let Me Try